# Flying Dutchman Records
La Flying Dutchman Records è stata un'etichetta discografica statunitense, di proprietà del produttore discografico Bob Thiele.

## Storia
Inizialmente distribuito dalla Atlantic Records, Thiele fece un contratto per cinque album nel 1972 con la Mega Records per pubblicare cinque album della Serie Flying Dutchman. L'accordo non fu rinnovato e la distribuzione passò alla RCA Records, che rilevò l'etichetta nel 1976. L'etichetta pubblicò album fino al 1984, quando Thiele fondò la Doctor Jazz Records. Alcuni dei musicisti che hanno registrato diversi album per l'etichetta comprendono il cantante Leon Thomas, il sassofonista Gato Barbieri, l'arrangiatore Oliver Nelson, il sassofonista Tom Scott e la pianista Lonnie Liston Smith. Gil Scott-Heron ha pubblicato tre album per l'etichetta, compreso il suo debutto Small Talk at 125th and Lenox e Free Will.
La Flying Dutchman aveva tre sottoetichette, Amsterdam, BluesTime e Contact.
La Flying Dutchman è di proprietà indipendente e dal 2011 è stato distribuita e commercializzata dalla Ace Records.

## Discografia

### Serie 10100
La Flying Dutchman Records iniziò a pubblicare LP nel 1969 con la serie 10100 che continuò fino al 1973.
| N. Catalogo | Album                                              | Artista                                  | Dettagli                                                                  |
| ----------- | -------------------------------------------------- | ---------------------------------------- | ------------------------------------------------------------------------- |
| 10101       | Soulful Brass #2                                   | Steve Allen                              |                                                                           |
| 10102       | Come and Stick Your Head In                        | Spontaneous Combustion                   |                                                                           |
| 10103       | Appleton Syntonic Menagerie                        | Jon Appleton                             |                                                                           |
| 10104       | Emergency-Head Start                               | Bob Thiele                               |                                                                           |
| 10105       | Ain't No Ambulances For No Nigguhs Tonight         | Stanley Crouch                           |                                                                           |
| 10106       | Hair to Jazz                                       | Tom Scott                                |                                                                           |
| 10107       | The Giant is Awakened                              | Horace Tapscott                          |                                                                           |
| 10108       | Flight for Four                                    | John Carter & Bobby Bradford Quartet     |                                                                           |
| 10109       | Hog Fat                                            | Jimmy Gordon                             |                                                                           |
| 10110       | Oh! Calcutta!                                      | Ron Anthony                              |                                                                           |
| 10111       | A Night at Santa Rita                              | Robert Scheer                            |                                                                           |
| 10112       | My People                                          | Duke Ellington                           |                                                                           |
| 10113       | Newport News, Virginia                             | Esther Marrow                            |                                                                           |
| 10114       | Paint Your Wagon                                   | Tom Scott                                |                                                                           |
| 10115       | Spirits Known and Unknown                          | Leon Thomas                              |                                                                           |
| 10116       | Black, Brown and Beautiful                         | Oliver Nelson                            |                                                                           |
| 10117       | The Third World                                    | Gato Barbieri                            |                                                                           |
| 10118       | Massacre at My Lai                                 | Pete Hamill                              |                                                                           |
| 10120       | 3 Shades of Blue                                   | Johnny Hodges                            | con Leon Thomas e Oliver Nelson                                           |
| 10121       | Human Music                                        | Jon Appleton e Don Cherry                |                                                                           |
| 10122       | Othello Ballet Suite/Electronic Organ Sonata No. 1 | George Russell                           | Pubblicato anche su Sonet in Europa                                       |
| 10123       | Friends and Neighbors: Live at Prince Street       | Ornette Coleman                          |                                                                           |
| 10124       | Electronic Sonata for Souls Loved by Nature        | George Russell                           |                                                                           |
| 10125       | Esoteric Circle                                    | Jan Garbarek                             |                                                                           |
| 10126       | The 8th of July, 1969                              | Gunter Hampel                            |                                                                           |
| 10127       | Murder at Kent State University                    | Pete Hamill                              |                                                                           |
| 10128       | Self Determination Music                           | John Carter and Bobby Bradford           |                                                                           |
| 10130       | The Mayor and the People                           | Carl B. Stokes                           | Una suite nera per quartetto d'archi e orchestra jazz di Oliver Nelson    |
| 10131       | Small Talk at 125th & Lenox                        | Gil Scott-Heron                          |                                                                           |
| 10132       | The Leon Thomas Album                              | Leon Thomas                              |                                                                           |
| 10133       | Soulful Brass #3                                   | Steve Allen                              |                                                                           |
| 10134       | Berlin Dialogue for Orchestra                      | Oliver Nelson and the "Berlin Dreamband" |                                                                           |
| 10135       | El Exigente: The Demanding One                     | Chico Hamilton                           |                                                                           |
| 10136       | SNCC's Rap                                         | H. Rap Brown / Leon Thomas               |                                                                           |
| 10137       | The Great Comedy Album Starring Spiro T. Agnew     | Will Jordan                              |                                                                           |
| 10138       | Afrique                                            | Count Basie e His Orchestra              | Arrangiato e diretto da Oliver Nelson                                     |
| 10139       | Barefoot Boy                                       | Larry Coryell                            |                                                                           |
| 10140       | California Here I Come                             | Mike Lipskin con Willie "The Lion" Smith |                                                                           |
| 10141       | Soul & Soledad                                     | Angela Davis                             |                                                                           |
| 10142       | Leon Thomas in Berlin                              | Leon Thomas with Oliver Nelson           |                                                                           |
| 10143       | Pieces of a Man                                    | Gil Scott-Heron                          |                                                                           |
| 10144       | Fénix                                              | Gato Barbieri                            |                                                                           |
| 10145       | Sunshine Man                                       | Harold Alexander                         |                                                                           |
| 10146       | Classic Tenors                                     | Coleman Hawkins / Lester Young           | Registrato nel dicembre 1943                                              |
| 10147       | Here Comes Earl "Fatha" Hines                      | Earl Hines                               | Ristampa del 1966 Contact LP                                              |
| 10148       | Are You Ready?                                     | Harold Alexander                         |                                                                           |
| 10149       | Swiss Suite                                        | Oliver Nelson                            |                                                                           |
| 10150       | Shelly Manne & Co.                                 | Shelly Manne                             | Ristampa dell'LP Contact del 1965 contenente registrazioni degli anni '40 |
| 10151       | El Pampero                                         | Gato Barbieri                            |                                                                           |
| 10152       | Those Were the Days                                | Bob Thiele                               |                                                                           |
| 10153       | Free Will                                          | Gil Scott-Heron                          |                                                                           |
| 10154       | Soul Is... Pretty Purdie                           | Bernard Purdie                           |                                                                           |
| 10155       | Blues and the Soulful Truth                        | Leon Thomas                              |                                                                           |
| 10156       | Under Fire                                         | Gato Barbieri                            |                                                                           |
| 10157       | Song for Wounded Knee                              | Richard Davis                            |                                                                           |
| 10158       | Bolivia                                            | Gato Barbieri                            |                                                                           |
| 10159       | What a Wonderful World                             | Bobby Hackett                            |                                                                           |
| 10161       | The Songs of Bessie Smith                          | Teresa Brewer, Count Basie e Thad Jones  |                                                                           |
| 10163       | Astral Traveling                                   | Lonnie Liston Smith & The Cosmic Echoes  |                                                                           |
| 10164       | Facets: An Anthology                               | Leon Thomas                              | Compilation                                                               |
| 10165       | The Legend of Gato Barbieri                        | Gato Barbieri                            | Compilation                                                               |
| 10166       | It Don't Mean a Thing If It Ain't Got That Swing   | Duke Ellington e Teresa Brewer           |                                                                           |
| 10167       | Full Circle                                        | Leon Thomas                              |                                                                           |

### Serie BluesTime
Nel 1969 Flying Dutchman fondò l'etichetta BluesTime per registrare musica blues pubblicando dieci album tra il 1969 e il 1970.
| N. Catalogo (BTS) | Album                                    | Artista                                                             | Dettagli                                                          |
| ----------------- | ---------------------------------------- | ------------------------------------------------------------------- | ----------------------------------------------------------------- |
| 9001              | The Plaster Caster Blues Band            | The Plaster Casters                                                 |                                                                   |
| 9002              | The Real Boss of the Blues               | Joe Turner                                                          |                                                                   |
| 9003              | Super Black Blues                        | T-Bone Walker / Joe Turner / Otis Spann                             |                                                                   |
| 9004              | Every Day I Have the Blues               | T-Bone Walker                                                       |                                                                   |
| 9005              | The Return of Harmonica Slim             | Harmonica Slim                                                      |                                                                   |
| 9006              | Sweet Giant of the Blues                 | Otis Spann                                                          |                                                                   |
| 9007              | The Original Cleanhead                   | Eddie “Cleanhead” Vinson                                            |                                                                   |
| 9008              | Just the Blues                           | Malcolm & Chris                                                     |                                                                   |
| 9009              | Super Black Blues Volume II              | Leon Thomas / T-Bone Walker / Eddie "Cleanhead" Vinson / Joe Turner | Due set di dischi registrati dal vivo alla Carnegie Hall nel 1970 |
| 9010              | Blue Rocks                               | Otis Spann / T-Bone Walker /Joe Turner / Eddie "Cleanhead" Vinson   |                                                                   |
| 1378              | Dues Paid: The Bluestime Story 1968-1971 | Vari Artisti                                                        | Compilation                                                       |

### Amsterdam
L'etichetta sussidiaria Amsterdam fu fondata nel 1970 e si concentrò sulla musica popolare, incluse le registrazioni della moglie di Thiele, Teresa Brewer.
| N. Cataloo (AMS) | Album                                               | Artista                                       | Dettagli |
| ---------------- | --------------------------------------------------- | --------------------------------------------- | --- |
| 12001            | Bossa Nova de Paris                                 | Valentino Marcel                              | |
| 12002            | Never Again                                         | Golda Meir and Various Artists                | Documentario audio su Israele attraverso le voci dei suoi leader e del suo popolo raccontate da David Perry |
| 12003            | Love Poems for the Very Married                     | Lois Wyse                                     | Musica arrangiata e diretta da Tom Scott                                                                    |
| 12004            | Return from the Dead                                | Dirty John's Hot Dog Stand with Kenny Paulson | |
| 12005            | Heavy Equipment                                     | Euclid                                        | |
| 12006            | I Love You Better Now                               | Lois Wyse                                     | |
| 12007            | The Minx (Soundtrack)                               | The Cyrkle                                    | |
| 12008            | Here’s That Band Again: Dick Jurgens Plays His Hits | Dick Jurgens                                  | |
| 12009            | Louis Armstrong and His Friends                     | Louis Armstrong                               | |
| 12010            | Leave Them a Flower                                 | Wally Whyton                                  | |
| 12011            | Here’s That Band Again Today                        | Dick Jurgens                                  | |
| 12012            | Singin’ a Doo Dah Song                              | Teresa Brewer                                 | |
| 12013            | Music, Music, Music                                 | Teresa Brewer                                 | |
| 12014            | Playing on the Moon                                 | Biscuit Davis                                 | |
| 12015            | Teresa Brewer in London                             | Teresa Brewer                                 | |

### Serie Reggae
Nel 1970 la Flying Dutchman fondò l'etichetta Reggae per registrare musica reggae pubblicando quattro album.
| N. Catalogo (RS) | Album            | Artista              | Dettagli |
| ---------------- | ---------------- | -------------------- | -------- |
| 15001            | The Reggae Beat  | Superman             |          |
| 15002            | Super Reggae     | The Liquidators      |          |
| 15003            | Reggae Thing     | The Ironmen          |          |
| 15004            | Doin’ the Reggae | Heavy Reggae Machine |          |

### Mega Records
Cinque album prodotti sotto l'insegna Flying Dutchman Productions sono stati pubblicati dall'etichetta Mega nel 1972
| N. Catalogo (M) | Album                                    | Artista                         | Dettagli            |
| --------------- | ---------------------------------------- | ------------------------------- | ------------------- |
| 31-1012         | You Can't Make Love Alone                | Eddie “Cleanhead” Vinson        |                     |
| 51-5000         | Fairyland                                | Larry Coryell                   |                     |
| 51-5001         | Stand by Me (Whatcha See Is Whatcha Get) | Pretty Purdie ed i Playboys     |                     |
| 51-5002         | Let’s Dance Again                        | Benny Goodman and His Orchestra | Registrato nel 1969 |
| 51-5003         | Gold Sunrise on Magic Mountain           | Leon Thomas                     |                     |

### Serie RCA Distributed
A partire dal 1974, gli album della Flying Dutchman furono pubblicati e distribuiti dalla RCA usando il loro sistema di numerazione.
| N. Catalogo | Album                                                                  | Artista                                        | Dettagli                     |
| ----------- | ---------------------------------------------------------------------- | ---------------------------------------------- | ---------------------------- |
| 0549        | Old Rags                                                               | The New Sunshine Jazz Band                     |                              |
| 0550        | Yesterdays                                                             | Gato Barbieri                                  |                              |
| 0591        | Cosmic Funk                                                            | Lonnie Liston Smith & The Cosmic Echoes        |                              |
| 0592        | Oliver Edward Nelson in London with Oily Rags                          | Oliver Nelson                                  |                              |
| 0613        | The Revolution Will Not Be Televised                                   | Gil Scott-Heron                                | Compilation                  |
| 0825        | Skull Session                                                          | Oliver Nelson                                  |                              |
| 0827        | Onsaya Joy                                                             | Groove Holmes                                  |                              |
| 0829        | Strike Up the Band                                                     | Bobby Hackett con Zoot Sims e Bucky Pizzarelli |                              |
| 0830        | Cesar 830                                                              | Cesar                                          |                              |
| 0833        | Tom Scott in L.A.                                                      | Tom Scott                                      | Compilation                  |
| 0834        | Expansions                                                             | Lonnie Liston Smith & The Cosmic Echoes        |                              |
| 0964        | I Saw Pinetop Spit Blood                                               | Bob Thiele and His Orchestra                   |                              |
| 1082        | Bird and Dizzy: A Musical Tribute                                      | Elek Bacsik                                    |                              |
| 1120        | Nightwings                                                             | Bucky Pizzarelli and Joe Venuti                |                              |
| 1145        | Hot Coles                                                              | Shelly Manne                                   |                              |
| 1146        | Six Million Dollar Man                                                 | Richard "Groove" Holmes                        |                              |
| 1147        | El Gato                                                                | Gato Barbieri                                  |                              |
| 1196        | Visions of a New World                                                 | Lonnie Liston Smith & The Cosmic Echoes        |                              |
| 1197        | Dumpy Mama                                                             | Sonny Stitt                                    |                              |
| 1239        | The French Market Jazz Band                                            | The French Market Jazz Band                    |                              |
| 1371        | The World's Greatest Jazz Band of Yank Lawson & Bob Haggart In Concert | Yank Lawson e Bob Haggart                      |                              |
| 1372        | Scott Joplin Interpretations                                           | Mike Wofford                                   |                              |
| 1378        | Buck & Bud                                                             | Bud Freeman and Bucky Pizzarelli               |                              |
| 1449        | A Dream Deferred                                                       | Oliver Nelson                                  |                              |
| 1460        | Reflections of a Golden Dream                                          | Lonnie Liston Smith & The Cosmic Echoes        |                              |
| 1461        | Sometime Other Than Now                                                | Steve Marcus                                   |                              |
| 1537        | I'm in the Mood for Love                                               | Richard Holmes                                 |                              |
| 1538        | Stomp Off Let's Go                                                     | Sonny Stitt                                    |                              |
| 2568        | Three Waves                                                            | Steve Kuhn Trio                                | Ristampa del 1966 Contact LP |